# Galarza (apellido)
Galarza es un apellido toponímico español de origen vasco. El apellido viejo Galartza (o Galarza) significa "abundandia de árboles secos" (galar= "leño muerto en el árbol mismo", y za = abundancia).